# Вандербильт, Флоренс Адель
Флоренс Адель Вандербильт (англ. Florence Adele Vanderbilt Twombly; 1854—1952) — американская светская дама семейства Вандербильтов.

## Биография
Родилась 8 января 1854 года на Статен-Айленде, штат Нью-Йорк, в семье Уильяма Генри Вандербильта и его жены и Марии Луизы Киссам.
Флоренс была известна своими многочисленными изысканными домами, в том числе таунхаусом на Пятой авеню, 684 в Нью-Йорке, который был спроектирован архитектором Джоном Б. Снуком. В 1925 году дом был продан Джону Рокфеллеру-младшему, а впоследствии был снесён. Второй таунхаус представлял собой дом с 70 комнатами, расположенный на 1 East 71st Street в Нью-Йорке, был спроектирован Уитни Уорреном, и тоже до настоящего времени не сохранился.
Её особняк Vinland в стиле романской архитектуры в Ньюпорте, штат Род-Айленд, построенный в 1882 году для коллекционера искусства и филантропа Кэтрин Вулф фирмой Peabody and Stearns, был приобретён Флоренс в 1896 году и затем значительно расширен. Интерьер дома был выполнен архитектором и декоратором Огденом Кодманом. В настоящее время это здание является частью Университета Сальве Регина и называется McAuley Hall.
Поместье Флоренс Florham, площадью 800 акров во Флорхэм-Парке, штат Нью-Джерси, спроектированное архитектурной фирмой McKim, Mead & White в 1897 году, в настоящее время принадлежит Университету Фэрли Дикинсона.
Умерла 11 апреля 1952 в Нью-Йорке. Была похоронена на семейном участке кладбища Вудлон в Бронксе. Являлась последним жившим внуком (из восьми) Корнелиуса Вандербильта.

## Семья
В 1877 году Флоренс вышла замуж за Гамильтона Маккауна Твомбли, который был сыном Александра Гамильтона Твомбли (1804—1870) и Кэролайн МакКаун (1821—1881). В семье было четверо детей:
- Элис Твомбли (1879—1896),
- Флоренс Вандербильт Твомбли (1881—1969),
- Рут Твомбли (1885—1954),
- Гамильтон Маккаун Твомбли-младший (1888—1906).